# IC 3568
IC 3568 — галактика типу PN (планетарна туманність) у сузір'ї Жираф.
Цей об'єкт міститься в оригінальній редакції індексного каталогу.